# Parachanna africana
Espèce
Statut de conservation UICN

 LC  : Préoccupation mineure
Parachanna africana est une espèce poissons d'eau douce de la famille des Channidae.

## Distribution
Ce poisson se rencontre au Bénin et au Nigeria. Sa présence est incertaine au Cameroun et au Gabon.

## Description
Parachanna africana mesure jusqu'à 32 cm de longueur totale.

## Systématique
Le nom valide complet (avec auteur) de ce taxon est Parachanna africana (Steindachner, 1879).
L'espèce a été initialement classée dans le genre Ophiocephalus sous le protonyme Ophiocephalus africanus Steindachner, 1879,
.
Parachanna africana a pour synonymes :
- Channa africana (Steindachner, 1879)
- Ophiocephalus africanus Steindachner, 1879
- Parophiocephalus africanus (Steindachner, 1879)

## Publication originale
- (de) Franz Steindachner, « Über einige neue und seltene Fischarten aus den zoologischen Museen zu Wien, Stuttgart und Warschau », Anzeiger der Kaiserlichen Akademie der Wissenschaften, Mathematisch-Naturwissenschaftliche Classe, Vienne, vol. 16, no 4,‎ 1879, p. 29-34 (lire en ligne, consulté le 19 août 2023).